# Sitodiplosis
Genre
Sitodiplosis est un genre d'insectes diptères de la famille des Cecidomyiidae.

## Liste d'espèces
Selon Catalogue of Life (25 août 2013) :
- Sitodiplosis cambriensis
- Sitodiplosis dactylidis
- Sitodiplosis latiaedeagis
- Sitodiplosis mosellana
- Sitodiplosis phalaridis
- Sitodiplosis subhashensis

Selon ITIS (25 août 2013) :
- Sitodiplosis mosellana (Gehin, 1857)

Selon NCBI (25 août 2013) :
- Sitodiplosis mosellana